# Томас Болин
Томас Болин (енгл. Thomas Boleyn; 1477 - 12. март 1539) је био енглески племић и дипломата, отац Ен Болин и деда Елизабете I Енглеске.

## Биографија
Његови родитељи су били Вилијам Болин и Маргарет Батлер. Оженио је леди Елизабет Хауард, кћерку Томаса Хауарда, 2. војводе од Норфока. Троје њихове деце преживело је до пунолетства: Мери Болин, Ен Болин и Џорџ Болин.
Томас Болин је био цењен дипломата који је познавао велики број европских језика. Био је миљеник Хенрија , а каријеру наставио за време владавине Хенрија , за разлику од мноштва политичара које је Хенри сменио по доласку на трон. Томасов шарм и професионалност освојили су многе људе у Европи, укључујући надвојвоткиња Маргариту Аустријску.
Године 1525. добио је енглеску племићку титулу виконта од Рочфорда, а 1527. ирску племићку титулу грофа од Ормондеа. Године 1529, захваљујући кћеркиној вези са краљем, добио је енглеску племићку титулу грофа од Вилтшира. Како је његов једини син умро пре њега, све његове титуле су изумрле. Године 1532. његова кћерка Ен је добила сопствену племићку титулу маркизе од Пембрука, заузевши тако виши положај од свога оца. Године 1533. Ана се удала за краља и тако постала енглеска краљица. Ен је погубљена 1536. године пошто није успела да Хенрију роди сина, а формални разлог за њено погубљење, између осталих, био је и инцест са братом, због чега је и Џорџ погубљен. Томас је након њихове смрти остатак живота провео ван краљеве милости.